# Rezerwat przyrody Stawy Raszyńskie

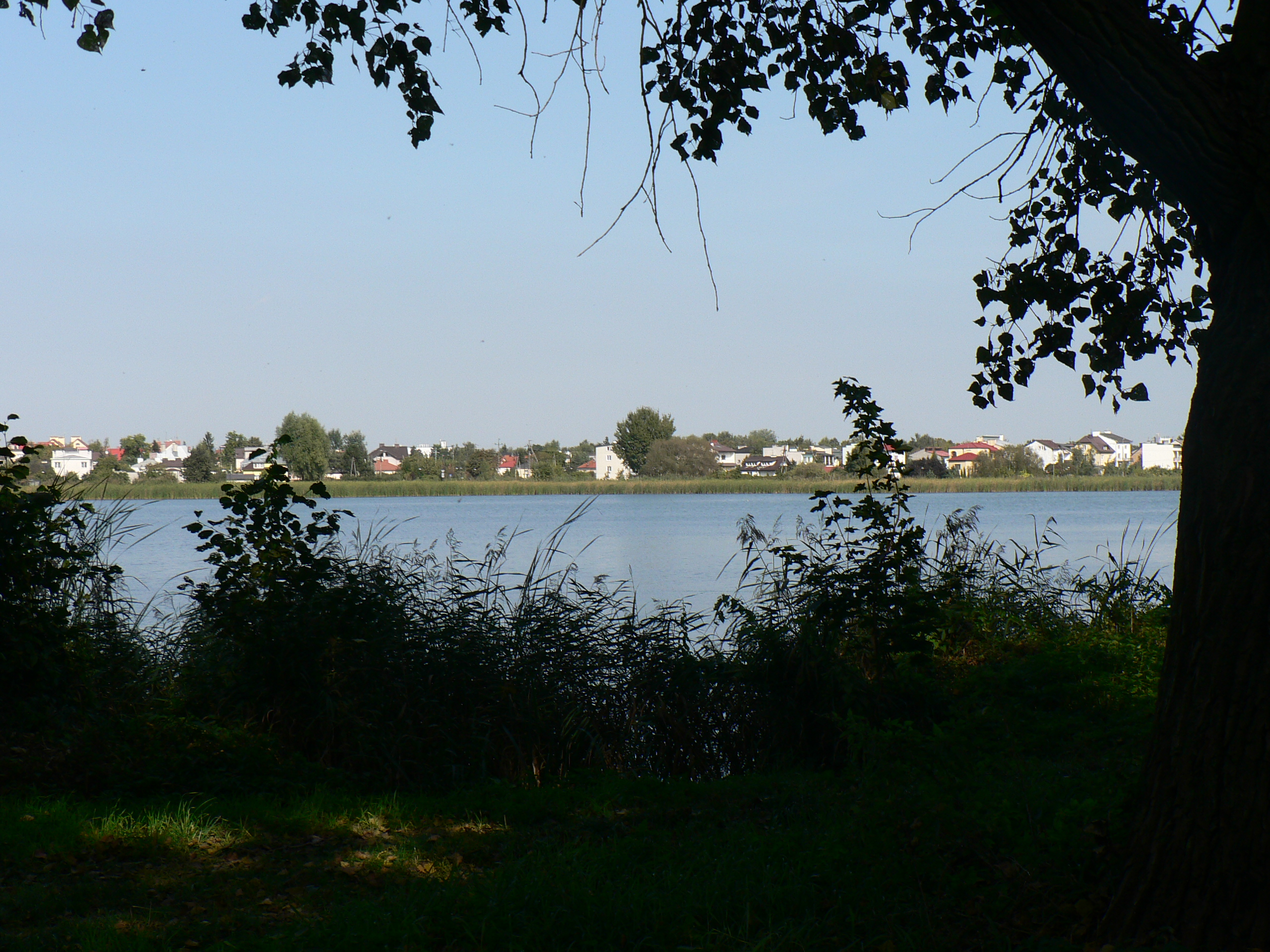
Staw Raszyński

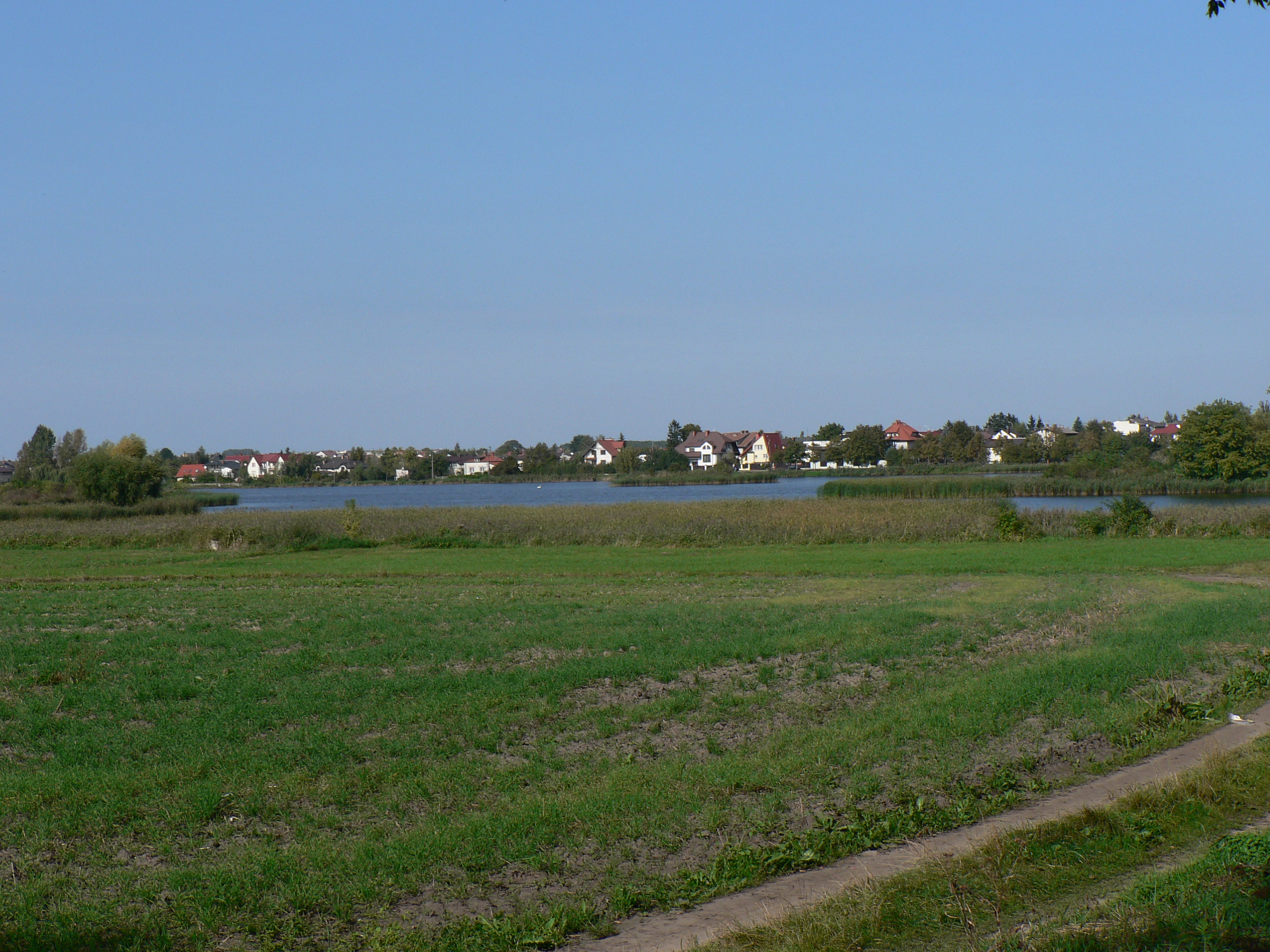
Staw Puchalski

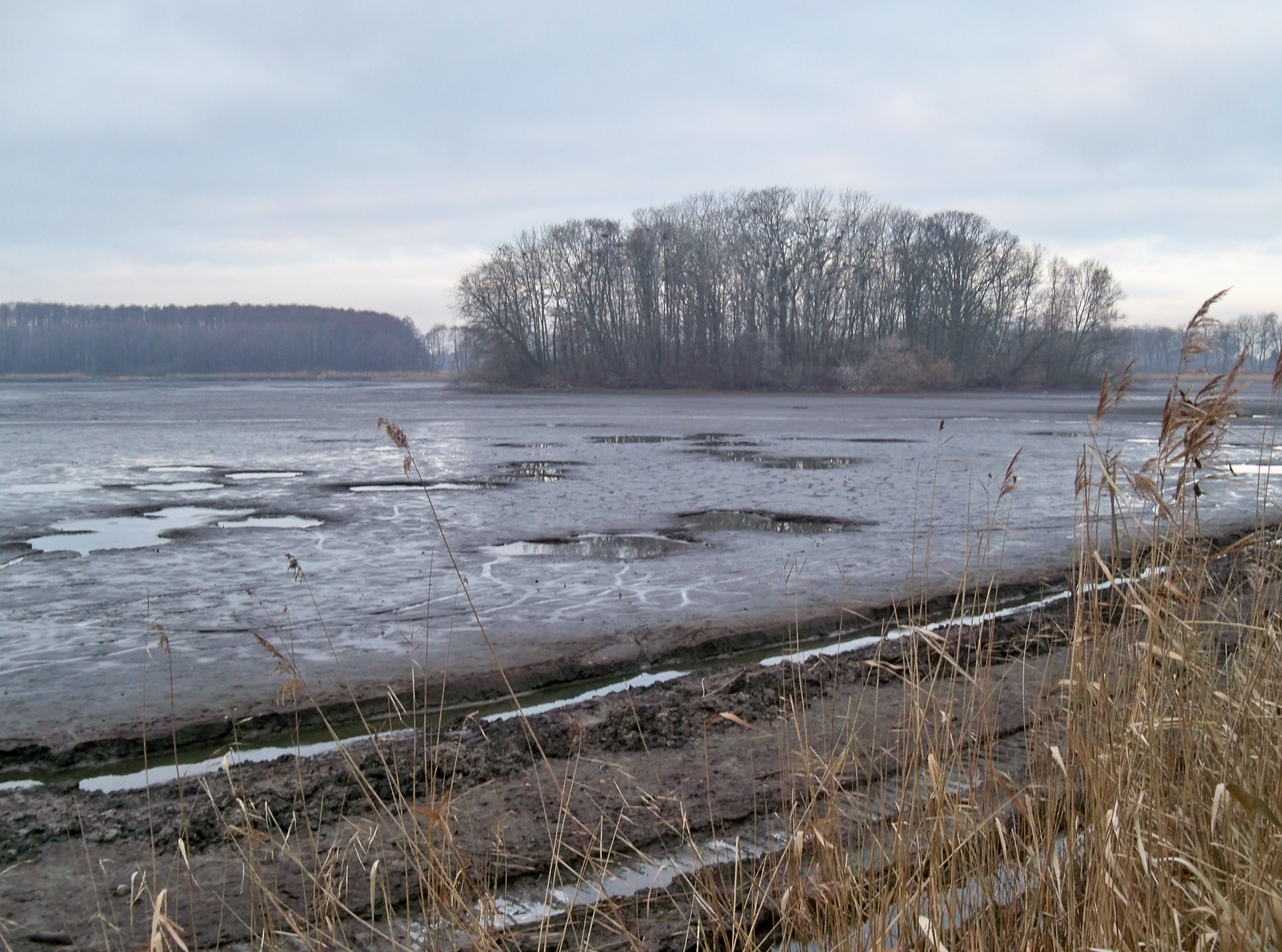
Staw Falencki zimą – ze spuszczoną wodą

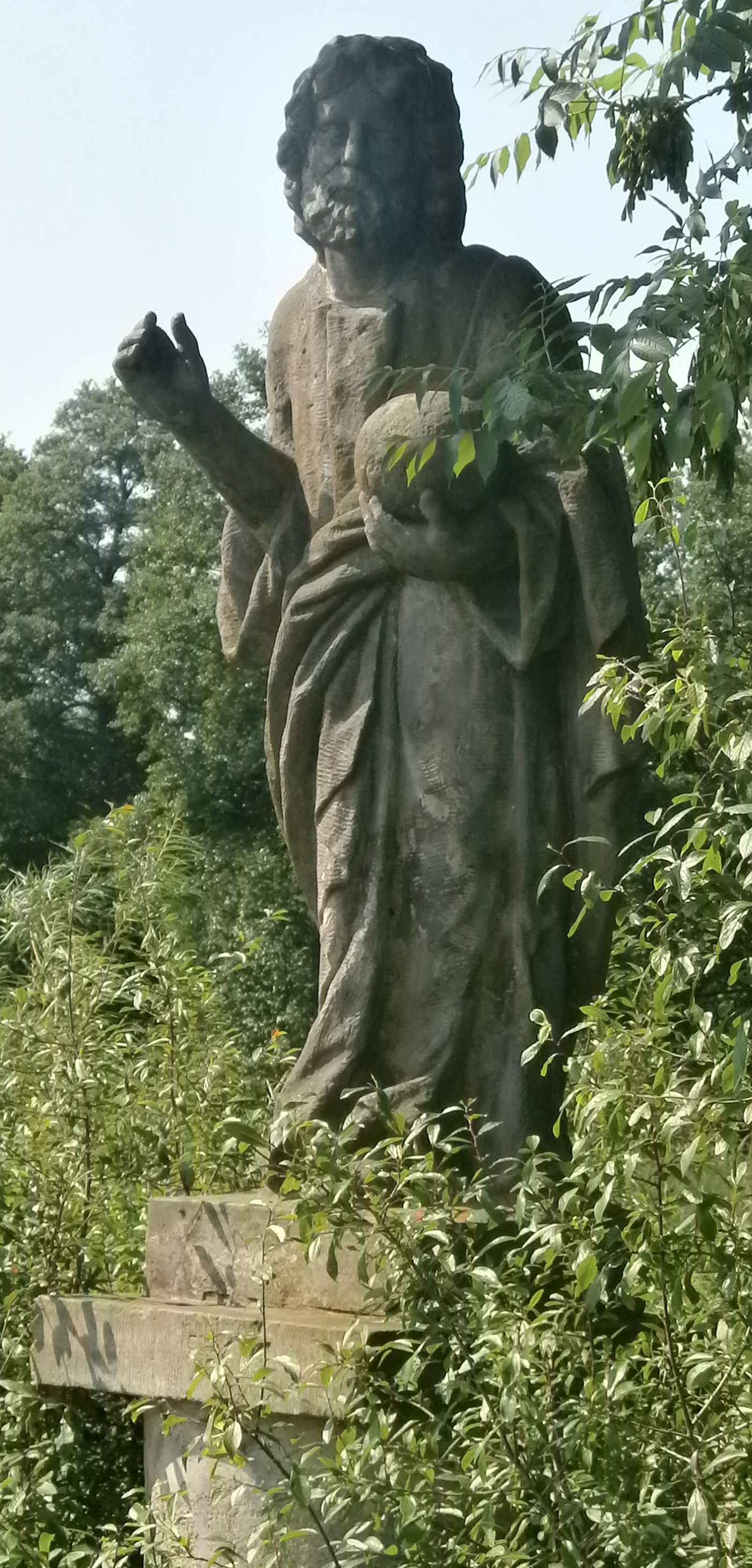
Barokowa figura Boga Ojca w Falentach z XVII w.

Rezerwat przyrody Stawy Raszyńskie – faunistyczny rezerwat przyrody położony w gminie Raszyn (powiat pruszkowski, województwo mazowieckie). Jest rezerwatem ornitologicznym stanowiącym bogaty ekosystem dla ptactwa wodnego oraz błotnego. W jego skład wchodzi kilkanaście stawów wraz z ich okolicą.
Został powołany Zarządzeniem Ministra Leśnictwa i Przemysłu Drzewnego z dnia 16 stycznia 1978 roku (M.P. z 1978 r. nr 4, poz. 20) na powierzchni 110 ha. Zarządzenie Nr 9 Regionalnego Dyrektora Ochrony Środowiska w Warszawie z dnia 15 kwietnia 2011 roku zwiększyło jego powierzchnię do 155,1313 ha. Wokół rezerwatu utworzono otulinę o powierzchni 186,74 ha. Rezerwat jest objęty ochroną czynną.

## Położenie
Rezerwat położony jest w Falentach po obu stronach alei Krakowskiej, pomiędzy Raszynem a Jankami w środkowej części zlewni rzeki Raszynki. Od zachodu graniczy z wsią Puchały, a od wschodu z Instytutem Technologiczno-Przyrodniczym, który to administruje tym terenem.
Kompleks stawów zajmuje lewą, prawie płaską część doliny Raszynki. Spadek terenu jest niewielki, a jego średnia wysokość to 112 m n.p.m.

## Stawy
Pierwsze stawy rybne w majątku falenckim powstały w 1784. Wówczas zasilane były wodą z Mrowy (Utraty). Intensywna akwakultura rozpoczęła się około 1839, gdy Falenty należały do Jana Spiskiego. Po II wojnie światowej stawy znacjonalizowano, przekazując ośrodkowi szkolenia rolniczego. W 1964 stały się własnością Instytutu Melioracji i Użytków Zielonych, przekształconego później w Instytut Technologiczno-Przyrodniczy. 
Na początku XXI w. kompleks składał się z 13 zbiorników. Najbardziej wysunięty na południe jest Staw Spiski (5,61 ha), kolejne to Falencki (17,11 ha), Parkowy Górny (4,54 ha), Parkowy Dolny (1,98 ha), Przydrożny (4,13 ha), Ósemka (4,69 ha), Przesadka A (1,62 ha) i B (1,48 ha), Rozgrodzony (6,69 ha), Raszyński (21,18 ha), Ukryty (2,54 ha), Przepływowy (1,71 ha) i najbardziej na północny zachód – Staw Puchalski (20,89 ha). Ponadto są drobniejsze zbiorniki – zimochowy, stawy kieszeniowe i osadniki. Ograniczona groblami powierzchnia to 110 ha, z czego ok. 94 ha znajduje się pod wodą. Pojemność retencyjna przy maksymalnym piętrzeniu wynosi 945 000 m³.
W najbardziej wysuniętej na południe części otuliny, przy granicy z Laszczkami, znajduje się źródło uznane za pomnik przyrody. Źródlisko zasila dwa bezimienne cieki określane jako zachodni (A) o długości 4,9 km i wschodni (B) o długości 3,6 km. Cieki te odbierają dodatkowo wodę z krótkich rowów melioracyjnych, które częściowo drenują okolice, a częściowo zbierają wodę z kolejnych źródeł. Woda z nich zasila większość stawów. Pobierana jest też woda z rowów ujęciowych Raszynki, głównie latem, gdy wzrasta zapotrzebowanie na jej dodatkowe źródło, oraz woda infiltrująca z jej spiętrzenia, a stawy Puchalski i Spiski mają dodatkowo własne źródła. Woda jest przepompowywana między stawami, przesiąka przez groble i może być w razie potrzeby przepompowywana w obie strony rowów łączących stawy. System rozrządu wody buduje kilkadziesiąt urządzeń hydrotechnicznych (mnichy, pompownie, zastawki).
Wody gruntowe są ściśle powiązane z wodami powierzchniowymi tego rejonu. Występują od głębokości 1–3 m, a ich poziom jest zmienny i uzależniony od poziomu lustra wody, opadając po jej spuszczeniu wody ze stawów. 
Stawy są co jakiś czas odmulane. Ich osady denne nie są skażone zanieczyszczeniami chemicznymi.

## Flora
Groble i okolice oraz wyspy porośnięte są olszami czarnymi, jesionami i wiązami polnymi. Tworzą one olsy i łęgi. Ponadto rosną tam klony zwyczajne, topole białe, dęby szypułkowe, jarzębiny i lipy drobnolistne. Stawy okalają zwarte szuwary: szerokopałkowy, mozgowy, kosaćcowy i trzcinowy. W stawach rosną gatunki takie jak rdestnica grzebieniasta czy rzęsa drobna. Nad stawami znajdują się też łąki łęgowe z kaczeńcami, skrzypem błotny, ostrożniem warzywnym i błotny, firletką poszarpaną, wiązówką błotną i sitowiem leśnym. Na łąkach znajduje się stanowisko storczyka plamistego.
Niektóre z drzew rosnących w granicach rezerwatu lub jego otulinie to pomniki przyrody. Wzdłuż alei Hrabskiej rośnie aleja jesionowa. W czasie powoływania pomnika (w 2009) tworzyło ją 88 osobników o obwodzie pnia od ok. 140 cm do ok. 300 cm. Kilkanaście lat później zostało ich 65. Liczyły wówczas ok. 150 lat. Poza tym pojedyncze drzewa uznane za pomniki przyrody to: klon zwyczajny o wysokości 22 m i pierśnicy 127 cm, topola biała o wysokości 26 m i pierśnicy 127 cm, wierzba biała o wysokości 16 m i pierśnicy 246 cm, dąb szypułkowy o wysokości 23 m i pierśnicy 149 cm.

## Fauna
W obrębie rezerwatu znajdują się stawy rybne stanowiące lęgowiska i żerowiska ok. 100 gatunków ptaków wodno-błotnych (dane z pierwszych dekad XXI w.) Są to m.in.:
- perkoz dwuczuby
- perkoz rdzawoszyi
- zausznik
- perkozek
- łabędź niemy
- łyska
- trzciniak

oraz tworzące kolonie lęgowe:
- mewa śmieszka
- kormoran czarny
- czapla siwa[2].

Dodatkowe 50 gatunków pojawia się tu okresowo, np. w okresie przelotów, np. 
- gęgawa
- głowienka
- kaczka krzyżówka
- błotniak stawowy
- zimorodek
- brodziec piskliwy
- brodziec samotny
- kwokacz
- krwawodziób
- rybołów
- bielik
- mewa czarnogłowa
- rycyk
- remiz
- dzięcioł białoszyi[2].

Wyjątkowo pojawiają się zalatujące osobniki gatunków takich jak pelikan różowy, kilkukrotnie obserwowane w XX i XXI w.
W ostatnich latach XX w. najliczniejszymi gatunkami ptaków na Stawach Raszyńskich była śmieszka i krzyżówka. W porównaniu z okresem z początku istnienia rezerwatu liczebność śmieszki spadła, a wzrosła liczebność perkozka, zausznika, czajki i czapli siwej. Zmiany te odpowiadają zasadniczym trendom liczebności tych gatunków w Polsce. Niektóre rzadsze gatunki występujące wcześniej przestały być notowane i odwrotnie, ale ogólny skład awifauny pozostał podobny. W XXI w. nastąpił wzrost udziału ptaków rybożernych. W okresie letnim ¾ ptaków to ptaki roślinożerne, kilkanaście rybożerne, a ok. 10% owadożerne i bentofagiczne. 
W rezerwacie występuje około 20 gatunków ważek, m.in. pałątka pospolita, tężnica wytworna, łątka dzieweczka, świtezianka błyszcząca, pióronóg zwykły, żagnica jesienna, oczobarwnica mniejsza i ważka czteroplama. Na terenie rezerwatu znajduje się jedno z nielicznych polskich stanowisk chrząszcza Mordellaria aurofasciata.

## Ochrona i użytkowanie
Stawy rybne na początku XXI w. były ekstensywnie użytkowane przez instytut w sposób umożliwiający dobrostan ptaków. Zimą była spuszczana z nich woda. Rośliny były wykaszane. Dopuszczona jest turystyka. Wszystkie stawy mają charakter stawów karpiowych. Pełnią funkcje stawów narybkowych, kroczkowych lub towarowych oraz przesadek i zimochowów. Wprowadzenie ochrony rezerwatowej spowodowało wzrost populacji ptaków rybożernych, co spowodowało zmianę sposobu hodowli ryb, m.in. rezygnację z naturalnego tarła i hodowli narybku i kroczka jako najczęściej wyjadanej fazy rozwojowej ryb. Mimo to w latach 2010 i 2011 76% materiału zarybieniowego zostało zjedzone przez ptaki, co, obniżając rentowność akwakultury, stworzyło ryzyko jej zaniechania. Konflikt interesów ochronnych i rybackich wzrósł szczególnie po powstaniu kolonii lęgowej kormoranów w 2007 na wyspie Stawu Falenckiego. W związku z tym w 2011 Generalny Dyrektor Ochrony Środowiska Michał Kiełsznia wydał zgodę na zniesienie niektórych rygorów ochrony wobec tego gatunku na terenie rezerwatu, łącznie z zakazem płoszenia i zabijania. Na skutek działań zwalczających kormorany w 2012 straty materiału zarybieniowego wyniosły ok. 59%, czyli powróciły do poziomu sprzed istnienia kolonii. W 2018 w związku z kłopotami finansowymi ITP zaprzestał gospodarki rybackiej, w tym zarybiania stawów.
W lądowej części rezerwatu i jego otulinie na początku trzeciej dekady XXI w. znajdowały się grunty orne i łąki – od łęgowych, przez łęgi zgrądowiałe do grądowych.

## Turystyka i obiekty kultury
Ze względu na bliskość Warszawy Stawy Raszyńskie są jedną z jej atrakcji turystycznych. Rezerwat jest udostępniony do zwiedzania na wyznaczonym szlaku. W drugiej dekadzie XXI w. znajdowały się na nim trzy wieże widokowe przy stawach: Falenckim, Raszyńskim i Parkowym Górnym.
W rezerwacie znajduje się głaz upamiętniający bitwę pod Raszynem oraz tablica Tchorka upamiętniająca rozstrzelanych w okolicy więźniów Pawiaka. Na grobli falenckiej znajduje się XVII w. barokowa statua Boga Ojca,  ustawiona w 1828 r., pochodząca z kościoła brygidek w Warszawie.